# Amt Demmin-Land
La comunità amministrativa di Demmin-Land (Amt Demmin-Land) si trova nel circondario della Seenplatte del Meclemburgo nel Meclemburgo-Pomerania Anteriore, in Germania.

## Suddivisione
Comprende i seguenti comuni (abitanti il 31 dicembre 2022):
1. Beggerow (499)
2. Borrentin (785)
3. Hohenbollentin (107)
4. Hohenmocker (473)
5. Kentzlin (203)
6. Kletzin (702)
7. Lindenberg (212)
8. Meesiger (232)
9. Nossendorf (660)
10. Sarow (719)
11. Schönfeld (374)
12. Siedenbrünzow (468)
13. Sommersdorf (253)
14. Utzedel (446)
15. Verchen (401)
16. Warrenzin (372)

Il capoluogo è Demmin, esterna al territorio della comunità amministrativa.